# Friedrich Krebs (Geistlicher)
Friedrich „Fritz“ Krebs (* 30. Juli 1832 in Elend; † 21. Januar 1905 in Braunschweig) führte das Amt des Stammapostels in der Neuapostolischen Kirche ein und übte es als Erster aus.

## Leben
Über seine Kindheit und Jugend ist fast nichts bekannt. Einige Jahre muss er im Nachbardorf Sorge aufgewachsen sein. Aus seiner später oft wiederholten Äußerung „Ich bin in Elend geboren und in Sorge erzogen worden“ kann man schließen, dass er damals in recht ärmlichen Verhältnissen gelebt hat. Später arbeitete Friedrich Krebs als Bahnmeister in Schladen. Dorthin brachte ein Schneidergeselle das Zeugnis vom wieder aufgerichteten Apostelamt, das dieser bei einem Besuch bei seinem Bruder in Hamburg empfangen hatte.  Die dortige katholisch-apostolische Gemeinde war vom Apostel Francis Valentine Woodhouse 1863 ausgeschlossen worden, weil sie, zusammen mit ihrem Bischof Friedrich Wilhelm Schwarz, eine neue Apostelrufung anerkannte, die die übrigen Apostel ablehnten. Es entstand die Allgemeine christliche apostolische Mission, aus der sich durch weitere Spaltung 1878 die „Neuapostolische Kirche“ entwickelte. Deren erster Apostel, Carl Wilhelm Louis Preuß, kam im Jahr 1864 nach Schladen und spendete in einem nahen Waldstück, das bereits zum religionsfreien Königreich Preußen gehörte, Friedrich Krebs und anderen Gläubigen die Heilige Geistestaufe (Versiegelung). Es war dies die erste Versiegelung der „neuen apostolischen Ordnung“ außerhalb Hamburgs. Gleichzeitig wurde Friedrich Krebs zum Unterdiakon ordiniert. 
Mit großem Eifer warb er in seiner Umgebung aber auch im benachbarten Braunschweig  für seinen neuen Glauben. Das war zu damaliger Zeit nicht einfach, denn im Königreich Hannover gab es bis 1866 noch keine Religionsfreiheit. Auch fand er keine Unterstützung in seiner Familie, denn weder seine Frau Minna, mit der er seit 1855 verheiratet war, noch seine sechs Kinder nahmen jemals seinen neuen Glauben an.
1866 wurde Fritz Krebs zum Priester und 1874 zum Ältesten ordiniert. Aus beruflichen Gründen zog er mit seiner Familie nach Wolfenbüttel und baute auch dort eine Gemeinde auf. Da sein Verantwortungsbereich immer größer wurde, kam ihm seine Anstellung bei der Bahn sehr gelegen, da er dadurch die vielen Zugreisen kostenlos unternehmen konnte. Nach dem Tod von Apostel Preuß wurde er am 27. Juni 1880 zum Bischof und ein Jahr später, am 27. Mai 1881, zum Apostel ordiniert. Viele „Weissagungen aus dem Heiligen Geist“ hatten nach seiner Auffassung auf ihn als Nachfolger des Apostels Preuß hingewiesen.
Im Jahr 1894 ging er in die berufliche Pension und wurde für seine Verdienste als Bahnmeister von Kaiser Wilhelm II. mit dem Kronenorden IV. Klasse ausgezeichnet. Nun konnte er sich ganz seiner Berufung als Apostel widmen. In dieser Zeit entstand eine neue Gottesdienstordnung für die Apostolische Gemeinde Hamburg, bei der unter anderem die Predigt in den Mittelpunkt gerückt wurde. Damit wurden Weichen für die heutige Form des Gottesdienstes der neuapostolischen Kirche in Deutschland gestellt.
Bis zum Tod des Apostels Friedrich Wilhelm Schwarz aus den Niederlanden im Jahr 1895 arbeiteten die Apostel in ihrem Arbeitsgebiet (damals als „Stamm“ bezeichnet, nach dem Vorbild der altisraelitischen Stämme) weitgehend selbstständig und fanden sich nur hin und wieder zu einem „Apostelkreis“ zusammen. Apostel Schwarz war die höchste Lehrautorität und mühte sich um die Einheit der Apostel. Schon zu Lebzeiten bekundete dieser seine besondere geistige Verbindung zu Apostel Krebs. Nach seinem Tod unterstellten sich die anderen Apostel der Führung des Apostels Krebs. Der Titel des „Stammapostels“ wurde auf Betreiben von Friedrich Krebs eingeführt, um über ein höchstes Amt die Einheit der neuapostolischen Kirche sicherzustellen. Ab 1896 wurde er selbst als „Stammapostel“ bezeichnet. Pfingsten 1897 ließ er sich diesen Titel von allen übrigen „Aposteln“ in Bielefeld bestätigen. Eine allgemeine Anerkennung als Leitungsamt erfuhr das Stammapostelamt allerdings erst unter seinem Nachfolger.
Stammapostel Krebs ordinierte in seiner Amtszeit acht weitere Apostel. Apostolische Gemeinden konnten außer in Deutschland, den Niederlanden und den USA auch in der Schweiz, in Schweden, Argentinien, Niederländisch-Indien (Indonesien), Südafrika und Australien gegründet werden. Bereits 1898 bestimmte Krebs Apostel Hermann Niehaus zu seinem Nachfolger als Stammapostel im Falle seines Ablebens.
Am 20. Januar 1905 starb Stammapostel Friedrich Krebs an den Folgen einer Lungenentzündung.